# Blue Yonder – Flug in die Vergangenheit
Blue Yonder – Flug in die Vergangenheit ist ein US-amerikanischer Fernseh-Abenteuerfilm aus dem Jahr 1985.

## Handlung
Nach einem verlorenen Baseballspiel wird dem jungen Jonathan Knicks von Henry Coogan ein Modell der Blue Yonder geschenkt, dem Flugzeug seines Großvaters Max Knickerbocker. Obwohl es seinem Vater nicht gefällt, dass er die Träume von Max bewundert, malt er es blau an und bewundert ihn weiterhin. Max’ Traum war es einst, als erster Mensch über den Atlantik zu fliegen. Aber nicht nur, dass Charles Lindbergh ihm einige Tage zuvorkam, er nahm auch noch eine falsche Route, weswegen er unterwegs verloren ging und seitdem vermisst wird. Henry, dem es immer schlechter geht, erzählt Jonathan, dass Max einst eine Idee für eine Zeitmaschine hatte, die er nun gebaut hätte. Jonathan benutzt sie, um zum 14. Mai 1927 zu reisen, wo er sich sofort aufmacht, die Farm seines Großvaters zu suchen. Dabei geht er etwas ungeschickt vor, denn sowohl der Polizist Leary als auch Finch bemerken die Zeitreise und suchen ihn nun auch. Allerdings hält Max ihn von Leary versteckt, sodass er noch dazu kommt, ihn mit in seine Werkstatt zu nehmen, wo er Jonathan von seinen Träumen erzählt und ihm die Blue Yonder zeigt. Er nimmt ihn anschließend mit auf einen letzten Testflug und erzählt ihm, dass er nun bereit sei, seine Atlantiküberquerung nach Paris anzutreten. 
Doch Jonathan will ihn davon abbringen. Max erfährt, dass Jonathan sein Enkel aus der Zukunft ist, der per Zeitmaschine zurückgereist ist, um seinen Tod zu verhindern. Er will nicht, dass er am 18. Mai startet und die Südroute nimmt, denn Charles Lindbergh landete bereits am 20. Mai in Paris, weil er die Nordroute nahm. Um dies zu beweisen, möchte er ihm seine Zeitmaschine zeigen. Aber die Zeitmaschine ist nicht mehr dort, wo er sie vermutet. Max glaubt Jonathan erst, als ein von ihm prophezeiter tragischer Unfall auf den Langley Fields passiert. Aber Jonathan kann ihm anschließend nicht weiter zur Verfügung stehen, da er von Leary verhaftet und später gemeinsam mit Finch zur Zeitmaschine verhört wird.
Nachts befreit Max Jonathan aus dem Gefängnis und erfährt, wo die Zeitmaschine steht. Nachdem er sie gesehen hat, begreift er, dass Lindbergh das Rennen über den Atlantik gewinnen und sein Traum scheitern wird, der Erste zu sein. Also verspricht er Jonathan, dass er nicht fliegen wird. Doch am nächsten Morgen muss dieser feststellen, dass Max bereits auf dem Flugplatz ist, um seine Reise anzutreten. Jonathan eilt so schnell es geht dorthin und schafft es nicht mehr rechtzeitig, Max davon abzuhalten. Er erhält nur noch Max’ weißen Glücksschal und sieht, wie er davonfliegt. Allerdings verschafft Max ihm noch genügend Zeit, um vor Finch und Leary zu fliehen, die ihn seit einer Weile verfolgen, um rechtzeitig zu seiner Zeitmaschine zu kommen. Zurück in seiner Zeit ist er traurig, dass er Max’ Tod nicht verhindern konnte. Aber im Park, nahe seinem Baseballstadion, findet er eine Statue, auf der Max’ Leistung verewigt wurde. Er hätte es beinahe noch vor Lindbergh nach Frankreich geschafft. Allerdings wurde die Blue Yonder am 18. Mai 1927 nahe der französischen Küste gefunden.

## Kritik
„Aufwendig inszenierter und flüssig erzählter Unterhaltungsfilm, der sein Thema und seine Charaktere nicht allzu tief auslotet.“

## Hintergrund
Die Weltpremiere des Films war am 17. November 1985 auf dem US-amerikanischen Fernsehsender Disney Channel. Bereits am 9. Februar 1986 lief der Film unter dem Titel Time Flyer auf ABC. In Deutschland ist der Film seit September 1987 auf VHS erhältlich.
Hiro Narita wurde mit einem CableACE Award in der Kategorie Direction of Photography and/or Lighting Direction for a Dramatic or Theatrical Special/Movie or Miniseries ausgezeichnet.